# Bernardus Smytegelt
Bernardus Smytegelt, ook wel Smijtegelt, Smytegeld of  Smijtegeld, (Goes, 20 augustus 1665 - Middelburg, 6 mei 1739) was gereformeerd predikant. Hoewel hij zelf nooit iets voor publicatie gereed heeft gemaakt is hij toch een van de meest gelezen stichtelijke auteurs in bevindelijk-gereformeerde kring geworden.

## Predikant
Smytegelt studeerde theologie in Utrecht van 1683 tot 1687. In 1687 wordt hij beroepbaar gesteld. Door een overvloed aan theologische studenten in zijn dagen moet hij twee jaar op een beroep wachten. In 1689 werd hij predikant in Borsele. In 1692 vertrok hij naar zijn geboorteplaats Goes, waar hij bleef tot hij in 1695 predikant werd in de provinciehoofdstad Middelburg. Hier ging hij in 1735 met emeritaat en overleed 4 jaar later.
Enkele van Smytegelts preken, die stenografisch waren opgeschreven door gemeenteleden, werden ondanks zijn uitdrukkelijke verbod al tijdens zijn leven gepubliceerd. Na zijn overlijden ("na mijn dood regeer ik niet meer") werd een veel groter aantal in verschillende bundels uitgegeven. Het bekendst werd hij door de 145 preken tellende serie Het gekrookte riet waarin hij ca. 300 kenmerken gaf waaraan onzekere gemeenteleden (de "gekrookte rietjes") konden toetsen of zij werkelijk bekeerd en dus behouden waren. Het eenvoudige taalgebruik en de relatief geringe omvang van zijn preken zorgen ervoor dat deze ook nu nog wel worden voorgelezen in de zondagse eredienst.
Hoewel Smytegelt mild was voor kleingelovigen die zich het heil nog niet durfden toe te eigenen, was hij ook een felle boetprediker die regelmatig in conflict kwam met de overheid. Hij was een van de zeer weinige predikanten die principieel de slavenhandel afwees, wat hem niet geliefd maakte bij de kooplieden in Middelburg, het centrum van de Nederlandse slavenhandel in de achttiende eeuw.
In zijn tijd was Smytegelt een bij het vrome volk gevierd predikant over wie verschillende volksverhalen de ronde doen. Het bekendste is de "engelenwacht". Op een avond wachtten twee mannen bij de Herengracht in Middelburg de dominee op om hem eens flink aan te pakken. Toen hij over een brug aan kwam lopen bleek hij echter niet alleen te zijn. Toen de mannen dit later vertelden, bleek dat Smytegelt toch alleen was geweest. Zijn begeleiders zouden engelen zijn geweest die hem hadden beschermd. Het bruggetje waarover hij gelopen had kreeg hierom in de volksmond (en later ook officieel) de naam "het Smietegeltbruggetje". In 1959 werd de brug afgebroken. Vergelijkbare sagen worden verteld over dominee Hendrik de Cock uit Ulrum, evangelist bakker Cornelis Breet uit Den Helder, dominee Lucas Lindeboom uit Zaandam en een aantal andere orthodox-protestantse voorgangers uit de late negentiende en vroege twintigste eeuw.

## Trivia
De verzameling preken van Smijtegelt is een van de boeken die de hoofdpersoon in Knielen op een bed violen van Jan Siebelink voor veel geld koopt.

## Voornaamste publicaties
- Drie uytmuntende godzalige leerredenen ('s-Gravenhage, 1736; illegale uitgave, later geautoriseerd door de officiële uitgever van Smytegelts preken; veelvuldig opgenomen in viertallen, zestallen, achttallen en twaalftallen van praktikale leerredenen)
- Des Christens eenige Troost (Middelburg, 1742; 19e druk: Houten, 1986) ISBN 90-331-0139-4
- Des Christens Heil en Cieraet ('s-Gravenhage/Middelburg, 1740; 11e druk: Rijssen, 1974)
- Het gekrookte Riet ('s-Gravenhage/Middelburg, 1744; 2 dln.; 8e druk: Houten, 1974) ISBN 90-331-1375-9
- Keurstoffen ('s-Gravenhage/Middelburg, 1765; 13e druk: Houten, 1989) ISBN 90-331-0140-8
- Een woord op zyn tyd ('s-Gravenhage/Middelburg, 1744-1745; 2 dln.; 7e druk: Houten, 2002)
- De weg der heiligmaking (Nijkerk, 1858)